# Вінчестер (Айдахо)
Вінчестер (англ. Winchester) — місто в окрузі Льюїс, штат Айдахо, США. Згідно з переписом 2010 року населення становило 340 осіб, що на 32 особи більше, ніж 2000 року.

## Географія
Вінчестер розташований за координатами 46°14′27″ пн. ш. 116°37′26″ зх. д. / 46.24083° пн. ш. 116.62389° зх. д. (46.240761, -116.623981).  За даними Бюро перепису населення США в 2010 році місто мало площу 0,47 км², уся площа — суходіл. В 2017 році площа становила 0,44 км², уся площа — суходіл.

### Клімат
| Клімат : Вінчестер                | Клімат : Вінчестер | Клімат : Вінчестер | Клімат : Вінчестер | Клімат : Вінчестер | Клімат : Вінчестер | Клімат : Вінчестер | Клімат : Вінчестер | Клімат : Вінчестер | Клімат : Вінчестер | Клімат : Вінчестер | Клімат : Вінчестер | Клімат : Вінчестер | Клімат : Вінчестер |
| Показник                          | Січ.               | Лют.               | Бер.               | Квіт.              | Трав.              | Черв.              | Лип.               | Серп.              | Вер.               | Жовт.              | Лист.              | Груд.              | Рік                |
| Середній максимум, °C             | 2,6                | 4,3                | 7,4                | 11,3               | 15,3               | 19,3               | 24,8               | 25,6               | 20,5               | 13,4               | 5,6                | 1,5                | 12,6               |
| Середня температура, °C           | −1,4               | −0,3               | 2,4                | 5,6                | 9,2                | 12,7               | 16,7               | 17,0               | 12,7               | 7,2                | 1,6                | −2,4               | 6,7                |
| Середній мінімум, °C              | −5,4               | −5                 | −2,6               | −0,1               | 3,1                | 6,1                | 8,6                | 8,4                | 4,8                | 0,9                | −2,5               | −6,3               | 0,8                |
| Норма опадів, мм                  | 44                 | 37                 | 60                 | 62                 | 76                 | 57                 | 30                 | 26                 | 33                 | 45                 | 62                 | 40                 | 572                |
| --------------------------------- | ------------------ | ------------------ | ------------------ | ------------------ | ------------------ | ------------------ | ------------------ | ------------------ | ------------------ | ------------------ | ------------------ | ------------------ | ------------------ |
| Джерело: NOAA (normals 1981−2010) |                    |                    |                    |                    |                    |                    |                    |                    |                    |                    |                    |                    |                    |

## Демографія

### Перепис 2010 року
За даними перепису 2010 року, у місті проживало 340 осіб у 134 домогосподарствах у складі 84 родин. Густота населення становила 729,3 ос./км². Було 167 помешкань, середня густота яких становила 358,2/км². Расовий склад міста: 92,1 % білих, 1,2 % афроамериканців, 3,2 % індіанців, 0,3 % азіатів, 0,9 % інших рас, а також 2,4 % людей, які зараховують себе до двох або більше рас. Іспанці та латиноамериканці незалежно від раси становили 2,1 % населення.
Із 134 домогосподарств 20,1 % мали дітей віком до 18 років, які жили з батьками; 52,2 % були подружжями, які жили разом; 6,0 % мали господиню без чоловіка; 4,5 % мали господаря без дружини і 37,3 % не були родинами. 34,3 % домогосподарств складалися з однієї особи, у тому числі 14,2 % віком 65 і більше років. У середньому на домогосподарство припадало 2,19 мешканця, а середній розмір родини становив 2,75 особи.
Середній вік жителів міста становив 50,4 року. Із них 17,4 % були віком до 18 років; 4,3 % — від 18 до 24; 17,6 % від 25 до 44; 39,4 % від 45 до 64 і 21,2 % — 65 років або старші. Статевий склад населення: 52,1 % — чоловіки і 47,9 % — жінки.
Середній дохід на одне домашнє господарство  становив 41 973 долари США (медіана — 33 333), а середній дохід на одну сім'ю — 47 510 доларів (медіана — 40 938). Медіана доходів становила 42 188 доларів для чоловіків та 25 625 доларів для жінок. За межею бідності перебувало 18,7 % осіб, у тому числі 19,3 % дітей у віці до 18 років та 16,0 % осіб у віці 65 років та старших.
Цивільне працевлаштоване населення становило 114 особи. Основні галузі зайнятості: освіта, охорона здоров'я та соціальна допомога — 37,7 %, сільське господарство, лісництво, риболовля — 13,2 %, транспорт — 11,4 %.

### Перепис 2000 року
За даними перепису 2000 року, у місті проживало 308 осіб у 135 домогосподарствах у складі 88 родин. Густота населення становила 660,7 ос./км². Було 158 помешкань, середня густота яких становила 338,9/км². Расовий склад міста: 94,81 % білих, 1,30 % індіанців, 1,30 % інших рас і 2,60 % людей, які зараховують себе до двох або більше рас. Іспанці та латиноамериканці незалежно від раси становили 0,32 % населення.
Із 135 домогосподарств 20,0 % мали дітей віком до 18 років, які жили з батьками; 56,3 % були подружжями, які жили разом; 5,9 % мали господиню без чоловіка, і 34,8 % не були родинами. 28,9 % домогосподарств складалися з однієї особи, у тому числі 14,1 % віком 65 і більше років. У середньому на домогосподарство припадало 2,22 мешканця, а середній розмір родини становив 2,74 особи.
Віковий склад населення: 17,5 % віком до 18 років, 4,9 % від 18 до 24, 23,4 % від 25 до 44, 37,0 % від 45 до 64 і 17,2 % від 65 років і старші. Середній вік жителів — 47 років. Статевий склад населення: 51,3 % — чоловіки і 48,7 % — жінки.
Середній дохід домогосподарств у місті становив $36 250, родин — $40 179. Середній дохід чоловіків становив $35 625 проти $23 125 у жінок. Дохід на душу населення в місті був $16 588. Приблизно 8,1 % родин і 7,4 % населення перебували за межею бідності, включаючи 4,8 % віком до 18 років і 3,8 % від 65 і старших.